# Sólveig Anspach
Sólveig Anspach (8 de diciembre de 1960 – 7 de agosto de 2015) fue una directora de cine y guionista de origen franco-islandés

## Biografía
Su padre era estadounidense y su madre islandesa, Anspach pasó la mayoría de su vida viviendo y trabajando en Francia. Después de estudiar filosofía y psicología clínica en París, ingresó a La Fémis donde se graduó en 1989. Su película Stormy Weather fue exhibida durante el Festival de cine de Cannes de 2003. Falleció tras una batalla larga contra el cáncer de mama el 7 de agosto de 2015 en la edad de 54 años.

## Premios y distinciones
Festival Internacional de Cine de Cannes
| Año  | Categoría                            | Película          | Resultado |
| ---- | ------------------------------------ | ----------------- | --------- |
| 2016 | Premio SACD-Quincena de realizadores | L'Effet aquatique | Ganador   |

Festival Internacional de Cine de Venecia
| Año  | Categoría               | Película           | Resultado |
| ---- | ----------------------- | ------------------ | --------- |
| 2012 | Premio Lina Mangiacapre | Queen of Montreuil | Ganadora  |